# Capcom Production Studio 3
 (mars 2020).
Si vous disposez d'ouvrages ou d'articles de référence ou si vous connaissez des sites web de qualité traitant du thème abordé ici, merci de compléter l'article en donnant les références utiles à sa vérifiabilité et en les liant à la section « Notes et références ».
Capcom Production Studio 3 était un studio de développement japonais de jeux vidéo, et le troisième studio de développement interne de la société Capcom. Il sera fermé à la suite d'une restructuration.
Le studio a développé plusieurs titres connus des franchises Resident Evil et Mega Man X.

## Jeux développés
| Titre                                                 | Date de Sortie | Plates-formes                    |
| ----------------------------------------------------- | -------------- | -------------------------------- |
| Resident Evil 2                                       | 1999           | Dreamcast, GameCube, Nintendo 64 |
| Gaia Master                                           | 2000           | Dreamcast, PlayStation           |
| Breath of Fire IV                                     | 2000           | PlayStation                      |
| Resident Evil 3: Nemesis                              | 2000           | Dreamcast, GameCube, PC          |
| Bounty Hunter Sarah: Holy Mountain no Teiou           | 2001           | Dreamcast, PlayStation           |
| Gaia Master Kessen!: Seikiou Densetsu                 | 2001           | Dreamcast                        |
| Gaia Master Duel Card Attacks                         | 2001           | Game Boy Color                   |
| Super Street Fighter II Turbo Revival                 | 2001           | Game Boy Advance                 |
| Mega Man Xtreme                                       | 2001           | Game Boy Color                   |
| Mega Man Xtreme 2                                     | 2001           | Game Boy Color                   |
| Resident Evil: Survivor 2 - Code Veronica             | 2001           | Arcade, PlayStation 2            |
| Final Fight One                                       | 2001           | Game Boy Advance                 |
| Mega Man X5                                           | 2001           | PlayStation, PC                  |
| Mega Man X6                                           | 2002           | PlayStation                      |
| Dino Stalker                                          | 2002           | PlayStation 2                    |
| Disney's Magical Mirror starring Mickey Mouse         | 2002           | GameCube                         |
| Disney's Magical Quest starring Mickey and Minnie     | 2003           | Game Boy Advance                 |
| Disney's Magical Quest 2 starring Mickey and Minnie   | 2003           | Game Boy Advance                 |
| Resident Evil Zero                                    | 2003           | GameCube                         |
| Resident Evil: Dead Aim                               | 2003           | PlayStation 2                    |
| Clock Tower 3                                         | 2003           | PlayStation 2                    |
| Breath of Fire: Dragon Quarter                        | 2003           | PlayStation 2                    |
| Dino Crisis 3                                         | 2003           | PlayStation 2 (version annulée)  |
| Pro Cast Sports Fishing Game                          | 2003           | Xbox                             |
| Group S Challenge                                     | 2003           | Xbox                             |
| Gregory Horror Show                                   | 2003           | PlayStation 2                    |
| Disney Cache-Cache Furtif                             | 2004           | GameCube                         |
| Mega Man X7                                           | 2004           | PlayStation 2, PC                |
| Mega Man X Command Mission                            | 2004           | GameCube, PlayStation 2          |
| L'Étrange Noël de monsieur Jack : La Revanche d'Oogie | 2005           | PlayStation 2, Xbox              |